# شاميتا شيتي
شاميتا شيتي (2 فبراير 1979 -)، عارضة أزياء وممثلة هندية ولدت في في مانغلو الهندية. وهي الشقيقة الصغرى للممثلة شيلبا شيتي. كانت بدايتها التمثيلية عام 2000 ولها العديد من الأفلام في السينما الهندية.

## وصلات خارجية
- شاميتا شيتي على موقع IMDb (الإنجليزية)
- شاميتا شيتي على موقع قاعدة بيانات الأفلام العربية
- شاميتا شيتي على موقع ألو سيني (الفرنسية)
- شاميتا شيتي على موقع أول موفي (الإنجليزية)
- شاميتا شيتي على موقع قاعدة بيانات الفيلم (الإنجليزية)
- شاميتا شيتي على موقع كينوبويسك (الروسية)